# 科爾梅西峰

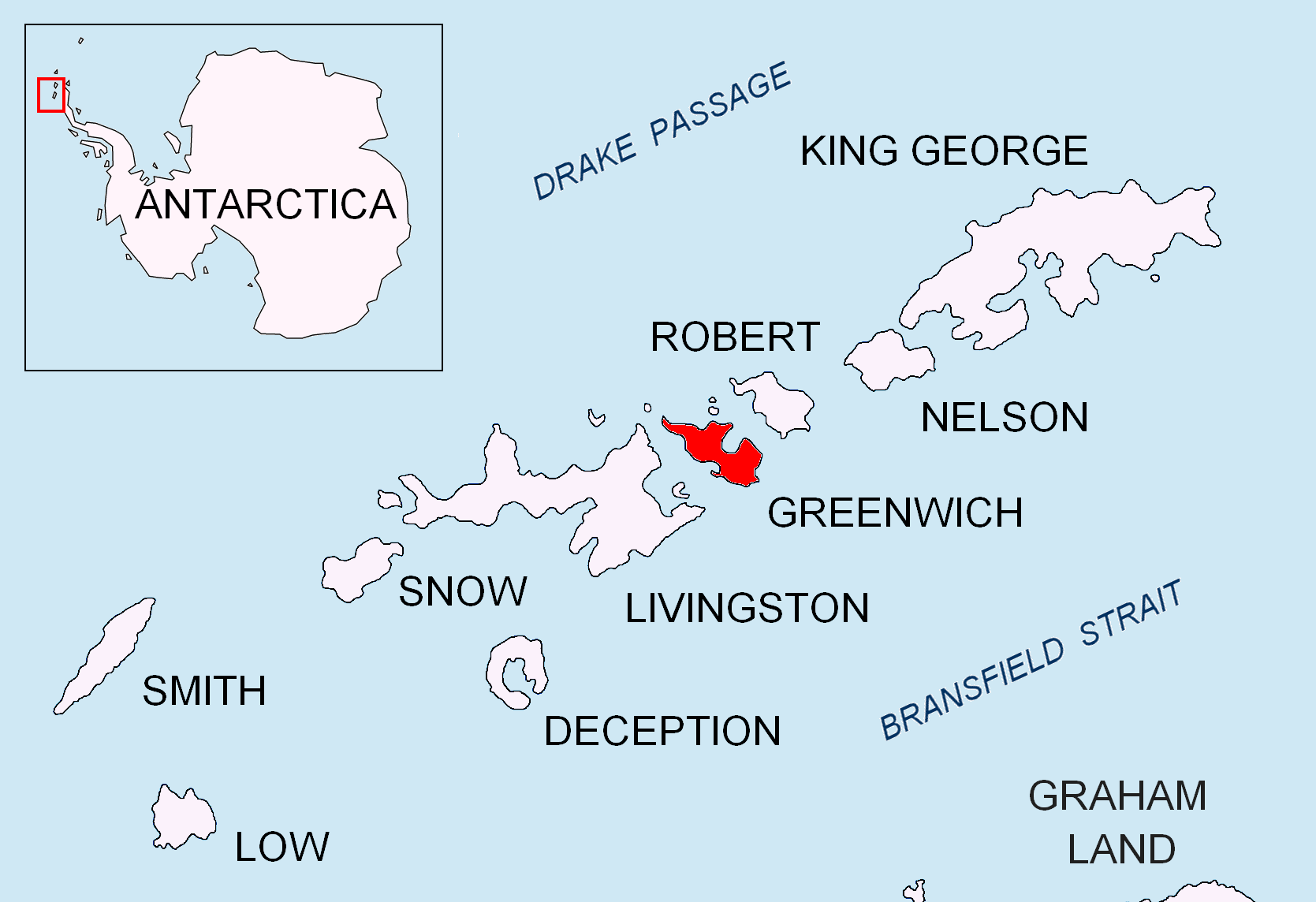

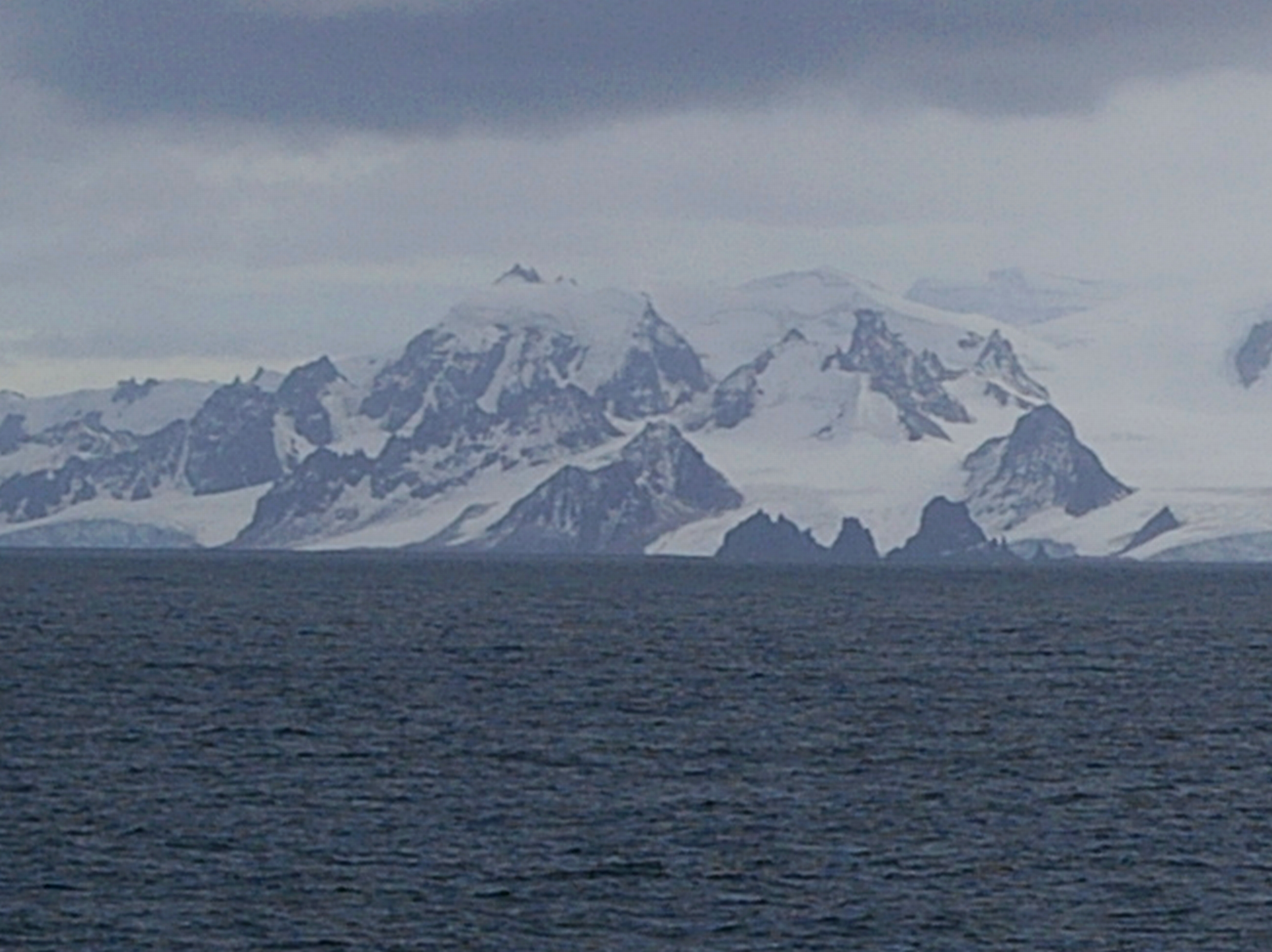

科爾梅西峰是南極洲的山峰，位於南設得蘭群島中格林尼治島東南部，是布雷茲尼克高地的一部分，處於德蘭戈夫峰東南面0.73公里和齊埃齊峰以東0.43公里，海拔高度235米。
62°32′42.4″S 59°37′02″W / 62.545111°S 59.61722°W

## 外部連結
- SCAR Composite Gazetteer of Antarctica（页面存档备份，存于）.